# 葉恭平
葉恭平，科學家，研究高能物、釷能源。費米實驗室研究員。在一九九五年發現了第六個，也是最後一個基本物質「頂夸克(Top Quark)」。